# Salsk
Salsk (rusky Сальск) je město v Rostovské oblasti v Ruské federaci. Při sčítání lidu v roce 2010 měl přes jednašedesát tisíc obyvatel.

## Poloha
Salsk leží v Předkavkazsku na Prostředním Jegorlyku, přítoku Západního Manyče v povodí Donu. V rámci Rostovské oblasti leží na jejím jihu nedaleko hranic se Stavropolským krajem, Krasnodarským krajem a Kalmyckem. Od Rostova na Donu, správního střediska Rostovské oblasti, je vzdálen přibližně 180 kilometrů. Bližší města v okolí jsou Proletarsk přibližně sedmadvacet kilometrů severovýchodně a Gorodovikovsk přibližně čtyřiapadesát kilometrů jihovýchodně v sousední Kalmycké republice.